# Kejimkujiks nationalpark
Kejimkujiks nationalpark är en nationalpark i Nova Scotia i Kanada. Parken består av två geografiskt olika områden, och omfattar sammanlagt en yta av cirka 404 kvadratkilometer. 

## Historia
De tidigaste spåren efter människor i området är från cirka 4 500 år sedan. Dessa första invånare levde troligen ett vandrande liv och bebodde området säsongsvis, utnyttjande lämpliga lägerplatser längs floderna och sjöarnas stränder. Efter dessa kom mi'kmaq, tillhörande Kanadas First Nations, att bebo området. De första européerna bosatte sig i området omkring 1820-talet. Timmer och guldbrytning blev snart de viktigaste näringarna i trakten och sammanlagt fanns tre guldgruvor inom parkens gränser.

## Geografi
Huvuddelen av parken ligger i det inre av provinsen medan en mindre del är belägen vid kusten till Atlanten. Den del av parken som ligger inåt landet är skogklädd med många floder och sjöar. Längs kusten till Atlanten finns sandiga stränder. De flesta av de mer noterbara landformer som kan ses i parken är ett direkt resultat av den senaste istiden. Stora granitblock som flyttats av inlandsisen ligger här och var i landskapet och det finns också drumliner och rullstensåsar. 

## Fauna och flora
Skogarna i Kejimkujiks nationalpark är representativa för sin region med en blandning av barr- och lövträd. Den genomsnittliga åldern för skogarna i parken är mindre än 100 år, eftersom området innan det inrättades som nationalpark utsatts för en omfattande skogsavverkning. Några bestånd med barrträd, som hemlock och Pinus strobus, som är 200 till 300 år finns fortfarande kvar och hör till parkens mer skyddsvärda träd. Ett särskilt noterbart lövträd i parken är Acer rubrum, då få andra trädslag i området klarar lika ofta återkommande översvämningar som detta träd.
I parken finns cirka 544 arter av kärlväxter. Det finns 23 arter av ormbunkar, däribland både vanliga arter och mycket ovanliga sådana. Det finns också många arter av orkidéer.
Däggdjursfaunan innehåller arter som vitsvanshjort, amerikansk bäver, svartbjörn och amerikansk mård. Det finns 178 arter av fåglar i parken, bland annat den hotade flöjtstrandpiparen. Parken hyser också en mångfald av groddjur, som salamandrar, grodor och paddor. Även ormar och sköldpaddor är djurgrupper med hotade arter som förekommer i parken.